# Terapie virtuální realitou
Terapie virtuální realitou (TVR), známá také jako „terapie ponořením se do virtuální reality“ (TPVR), simulační terapie (ST), expoziční terapie virtuální realitou (ETVR) a počítačová kognitivní behaviorální terapie (PKBT) využívají technologii virtuální reality pro psychologickou léčbu. Pacienti během terapie procházejí digitálně vytvořeným prostředím a plní speciálně navržené úkoly, které jsou často uzpůsobeny k léčbě konkrétní indispozice. Je široce využívána jako alternativní forma expoziční terapie, při níž pacienti interagují s neškodnými virtuálními reprezentacemi traumatických podnětů, aby snížili jejich intenzitu. Ukazuje se, že tento druh terapie je účinný při léčbě posttraumatické stresové poruchy (PTSD). Terapie virtuální realitou je využívaná k tomu, aby pacientům s mozkovou mrtvicí pomohla získat zpět svalovou kontrolu. Pomáhá léčit poruchy, jako je muskulární dysmorfie nebo sociální interakci u osob s diagnózou autismu.

## Terapeutické využití

### Deprese
V únoru 2006 doporučil britský Národní institut pro zdraví a klinickou kvalitu (NICE), aby byla TVR přednostně k dispozici v rámci anglické Národní zdravotní pojišťovny (NHS) pro pacienty s mírnou až střední depresí spíše, než aby se okamžitě nasadila antidepresiva.

### Poruchy příjmu potravyamusculární dysmorfie
Terapie virtuální realitou byla použita při léčbě poruchy příjmu potravy a musculární dysmorfie. Účastníci studie z roku 2013 měli prostřednictvím virtuální reality plnit různé úkoly, které by bez použití technologie nebylo možné replikovat. Úkoly umožňovaly poučit se z důsledků pacientovy požadované hmotnosti srovnáním skutečného tvaru těla s avatarem vytvořeným s využitím jejich vnímání těla a změnou ve virtuálním odrazu tak, aby odpovídal jejich skutečnému tělu.

### Akrofobie
Studie publikovaná v The Lancet Psychiatry prokázala, že terapie virtuální realitou může pomoci léčit akrofobii.

### Chronickábolest
Virtuální realita (VR) se ukázala jako účinná při snižování bolesti při procedurální nebo akutní bolesti, ale dosud bylo provedeno několik málo studií o jejím použití při chronické bolesti.

### Ztráta paměti
Virtuální realita rozostřuje vymezení mezi fyzickým světem a počítačovou simulací, proto chirurgové mohou používat nejnovější verze brýlí virtuální reality k interakci v trojrozměrném prostoru s orgánem, zobrazit jej z jakéhokoli požadovaného úhlu s možností přepínat mezi 3D zobrazením a skutečnými CT obrázky.

### Rehabilitace
Virtuální realita také pomáhá pacientům překonávat problémy s rovnováhou a mobilitou v důsledku mrtvice nebo poranění hlavy.

### Mozková mrtvice
U pacientů s cévní mozkovou příhodou mohou různé technologie virtuální reality pomoci přivést jemnou motoriku zpět k různým svalovým skupinám. Terapie často zahrnuje hry ovládané haptickými ovladači, které vyžadují jemné pohyby, například hraní na klavír s virtuální rukou. Také herní systém Wii byl používán ve spojení s virtuální realitou jako metoda léčby.

### Posttraumatická stresová porucha(PTSD)
Použití virtuální reality může pomoci těm, kteří trpí PTSD. Umožňuje pacientům znovu prožít traumatické situace za pomoci terapeuta, který je provádí celým procesem.

### Autismus
Ukázalo se, že virtuální realita zlepšuje sociální dovednosti dospělých s autismem.